# Termitty
Termitty eller Termitynjärvi är en sjö i Finland. Den ligger i kommunen Multia i landskapet Mellersta Finland, i den centrala delen av landet, 250 km norr om huvudstaden Helsingfors. Termitty ligger 160,6 meter över havet. I omgivningarna runt Termitty växer i huvudsak blandskog. Den är 8 meter djup. Arean är 1,71 kvadratkilometer och strandlinjen är 9,6 kilometer lång. Sjön  ingår i Kumo älvs huvudavrinningsområde. 